# Борок (Камбарський район)
Боро́к (рос. Борок, удм. Борок) — селище у складі Камбарського району Удмуртії, Росія.
Населення — 464 особи (2010; 546 у 2002).
Національний склад:
- росіяни — 92 %